# Просодия (стиховедение)
Просо́дия (др.-греч. προσῳδία — ударение, припев; буквально — припевание) — раздел стиховедения, в котором изучаются метрически значимые звуковые элементы стихотворной речи, такие, как гласные звуки, паузы, интонация, ударение, слоги (долгие и краткие, ударные и безударные).  В широком смысле термин «просодия» может также использоваться как синоним понятия «стиховедение».
Понятие «просодия» иногда относят к ритмике — особому разделу стиховедения. В узком смысле просодия также может обозначать соотношение долготы и краткости в квантитативном стихе.

## Содержание
Основным содержанием просодии является определение и систематизация звуковых элементов в той или иной разновидности стихосложения:
- в метрическом стихосложении — определяются долгие и краткие слоги («по природе», «по положению» и т. д.);
- в силлабическом стихосложении — определяются слогообразующие и неслогообразующие гласные (в дифтонгах, на стыке слов и т. д.);
- в силлабо-тоническом стихосложении — определяются ударные и безударные слоги.

## История понятия
Понятие «просодия» возникло как учение о поэтическом слоге. Просодией называли раздел античной грамматики, в котором изучалась структура стихотворной речи в той её части, в которой рассматривались соотношения слогов по таким характеристикам, как ударение, долгота или высота; метрическая система стиха; мелодические характеристики слова (напевность) и т. п. В процессе исследования просодических явлений учение изменялось как по содержанию, так и по объёму, изменялась со временем и трактовка понятия «просодия», которое ко второй половине XX века стало обозначать как метрическую систему стихотворной речи, так и функциональную систему суперсегментных единиц и просодических средств языка (фонетическая просодия).